# Pinnaspis hikosana
Pinnaspis hikosana är en insektsart som beskrevs av Sadao Takagi 1961. Pinnaspis hikosana ingår i släktet Pinnaspis och familjen pansarsköldlöss. Inga underarter finns listade i Catalogue of Life.